# Thomas Robinson (2e baron Grantham)
Pour les articles homonymes, voir Thomas Robinson.
Thomas Robinson, 2e baron Grantham (30 novembre 1738 - 20 juillet 1786) est un homme d'État britannique. Il exerce notamment les fonctions de ministre des Affaires étrangères entre 1782 et 1783.

## Jeunesse
Il est né à Vienne, en Autriche, fils de Thomas Robinson (1er baron Grantham), ambassadeur britannique en Autriche à l'époque, de son épouse Frances, fille de Thomas Worsley. Il fait ses études à la Westminster School et au Christ's College, à Cambridge.

## Carrière politique
Il entre au Parlement en tant que député de Christchurch en 1761 et succède à son père, à la pairie, en 1770. Cette année-là, il est nommé au Conseil privé. En 1771, il est envoyé en Espagne en tant qu'ambassadeur du Royaume-Uni et conserve ce poste jusqu'à ce que la guerre éclate entre la Grande-Bretagne et l'Espagne en 1779. En 1772, alors qu'il est à la cour d'Espagne à Aranjuez, il reçoit une correspondance de Richard Wall, ministre des Affaires étrangères espagnol . Grantham est président de la chambre de commerce de 1780 à 1782 et, de juillet 1782 à avril 1783, secrétaire aux Affaires étrangères sous Lord Shelburne.

## Mariage et descendance

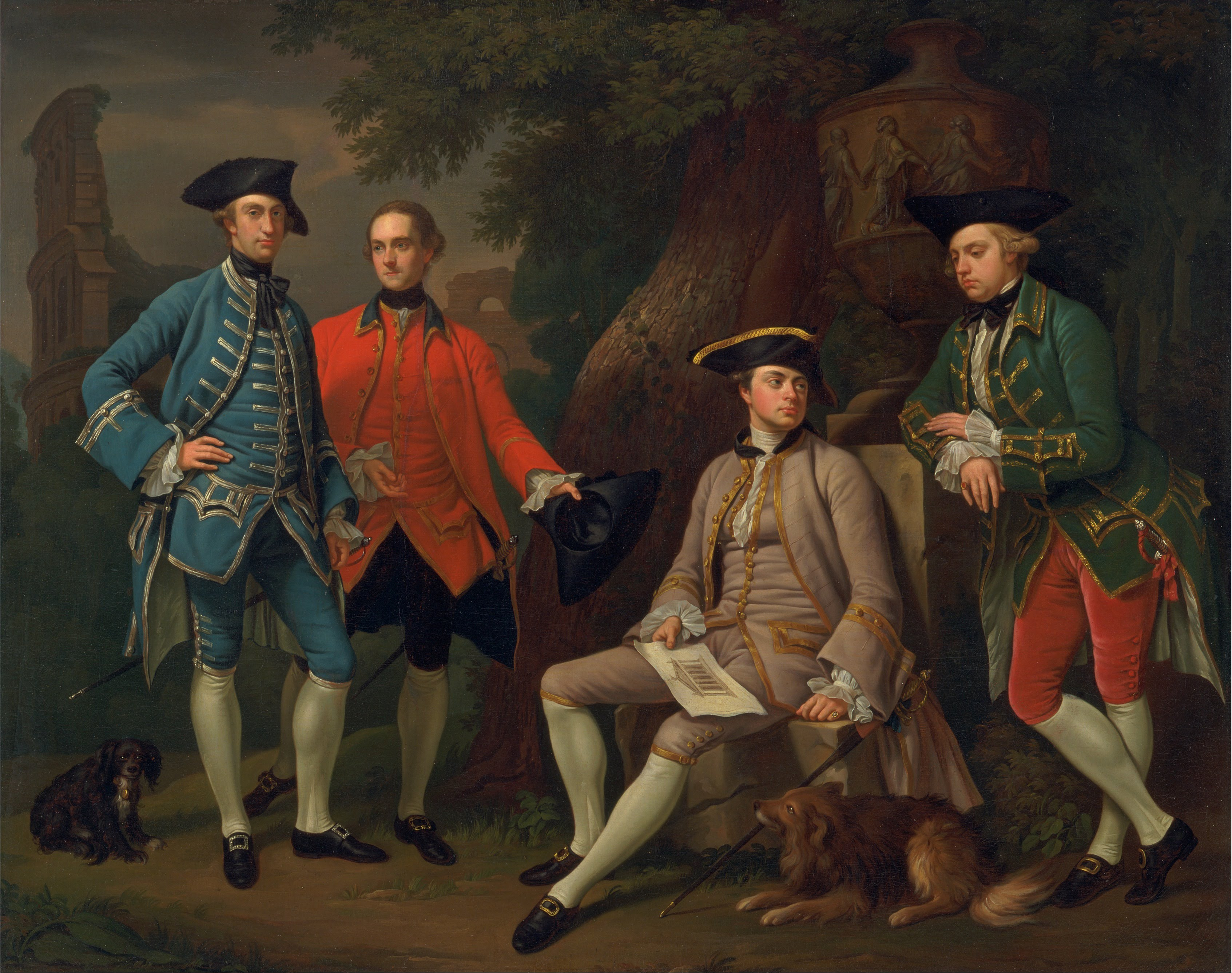
James Grant de Grant, John Mytton, l'hon. Thomas Robinson et Thomas Wynne par Nathaniel Dance-Holland, v. 1760.

En 1780, il épouse Lady Jemima Yorke (1757-1830), fille cadette de Philip Yorke (2e comte de Hardwicke) de son épouse Jemima Campbell (1723-1797), Suo jure marquise Grey, fille de John Campbell (3e comte de Breadalbane et Holland) et Lady Amabel Grey, fille de Henry Grey (1er duc de Kent) (1671-1740).
En 1740 sa belle-mère Jemima Campbell (1723-1797) devient marquise Grey après la mort de son grand-père maternel Henry Grey (1er duc de Kent). Le titre de duc s'est éteint, mais en 1816 sa fille aînée Amabel Yorke (1750-1833) (épouse d'Alexandre Hume-Campbell, Lord Polwarth) est créé comtesse de Grey en son propre droit.
Lord Grantham et son épouse vivent à Grantham House, à Whitehall Yard, Westminster. Par sa femme a deux fils:
- Thomas de Grey (2e comte de Grey), fils aîné et héritier. Il est né comme Thomas Philip Robinson, son nom de famille est Weddell en 1803 et de Grey en 1833.
- Frederick John Robinson, 1er vicomte Goderich, 1er comte de Ripon (1782-1859), premier ministre du Royaume-Uni en 1827 et 1828.

Il meurt le 20 juillet 1786 à l'âge de 46 ans. Son fils aîné, Thomas de Grey, second comte de Grey, lui succède dans la baronnie. Sa veuve continue à vivre à Grantham House jusqu'à sa propre mort en janvier 1830, à l'âge de 72 ans.